# Ми не янголи
«Ми не янголи» («We're No Angels») — американська кінокомедія 1989 року, знята з режисером Нілом Джорданом, з Робертом Де Ніро, Шоном Пенном і Демі Мур у головних ролях.

## Сюжет
США, 1930-ті роки. Два дрібних шахраї Нед і Джим, всупереч своєму бажанню, тікають із в'язниці разом із досвідченим кримінальником Боббі. Вони прямують до кордону з Канадою. У цьому містечку розташований монастир, і головні герої, сховавшись від небезпечного колеги, користуються нагодою, щоб видати себе за давно очікуваного священника з Ватикану і його помічника. Ченці місцевого монастиря вирушають у хресний хід до Канади, цим «пілігрими» і хочуть скористатися. Оскільки в дорогу потрібно взяти когось, кому необхідне зцілення, злочинці-втікачі знайомляться з місцевою повією Моллі, з німою від народження донькою. Сюжет наближається до розв'язки — погані хлопці роблять добрий вчинок із ризиком для власної свободи і навіть життя. Неймовірний збіг обставин призводить до того, що головний лиходій гине, дівчинка починає говорити, Нед дістає свободу, а Джим — нове життя в Бозі.

## У ролях
- Роберт Де Ніро — Нед
- Шон Пенн — Джим
- Демі Мур — Моллі
- Хойт Екстон — Преподобний Отець Левеск'ю
- Бруно Кірбі — Представник
- Рей Макенеллі — Уорден
- Уоллес Шоун — Перекладач
- Джей Бразо — Шериф
- Елізабет Лоуренс — Місіс Блейр
- Ентоні Холланд — Лікар
- Джессіка Джікелс — роль другого плану
- Джон Сі Райлі — молодий чернець
- Френк Сі Тернер — господар магазину
- Шила Мегілл — епізод
- Ллойд Беррі — епізод
- Річард Ньюман — епізод
- Карен Елізабет Остін — епізод
- Сільвен Демерс — епізод
- Корі Дагг — епізод
- Гарвін Сенфорд — епізод
- Джеймс Кідні — епізод
- Шон Хой — епізод
- Джері Бін — епізод
- Рік Полтарук — епізод
- Девід Маклауд — епізод
- Френк Тотіно — епізод
- Джек Екройд — епізод
- Трой Гілберт — епізод
- Білл Маккензі — епізод

## Знімальна група
- Режисер — Ніл Джордан
- Сценаристи — Девід Мамет, Рейналд Макдугалл, Альберт Гассон, Белла Співак
- Оператор — Філіп Руссело
- Композитор — Джордж Фентон
- Художник — Вульф Крюгер
- Продюсери — Фред Сі Карузо, Арт Лінсон, Роберт Де Ніро